# Filiation divine

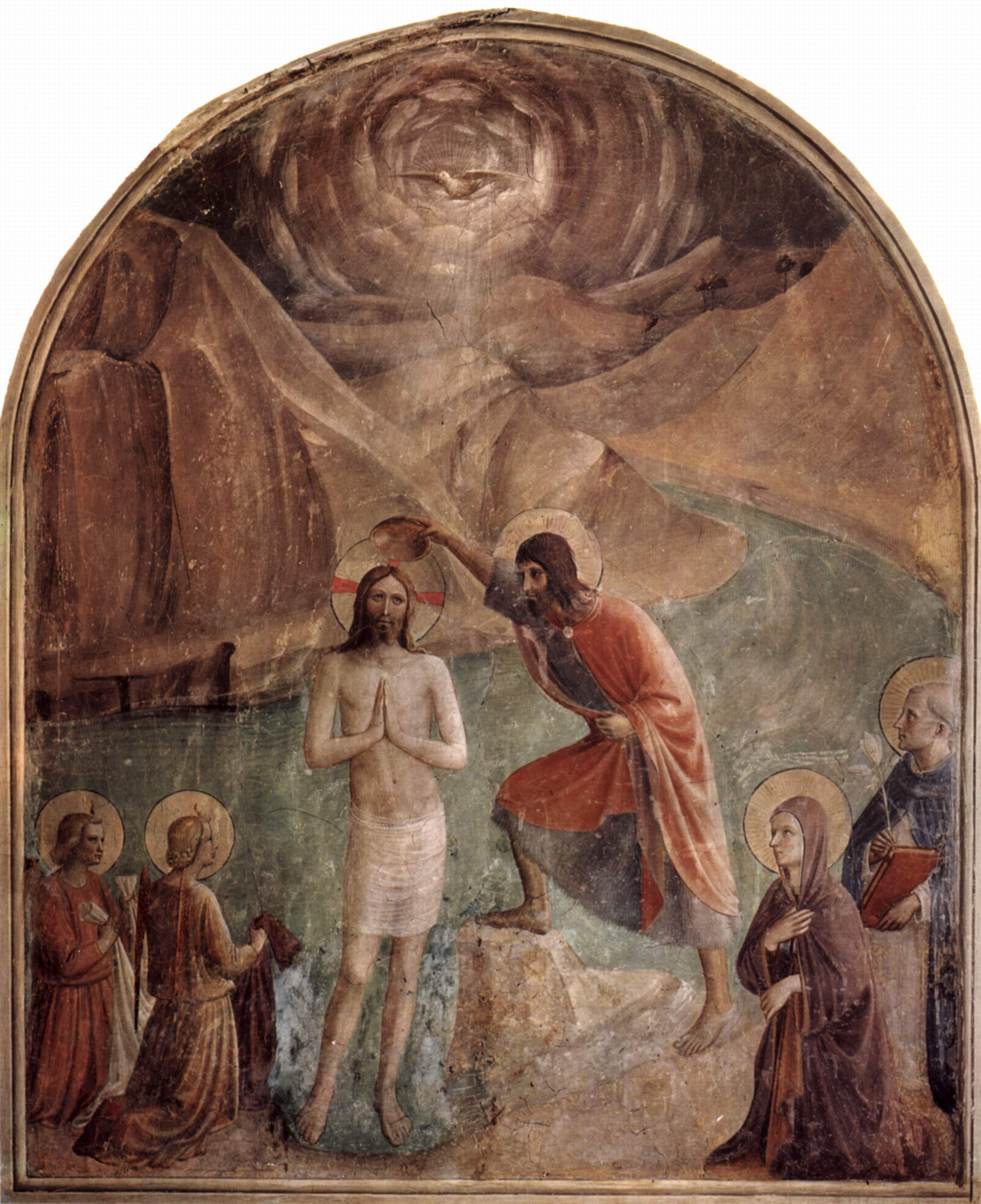
Le Baptême du Christ, fresque de Fra Angelico.

La filiation divine est un concept de la théologie chrétienne affirmant l'existence d'une relation filiale entre Dieu et les hommes grâce à la Rédemption du Christ, ce qui doit conduire les croyants à se comporter comme « enfants de Dieu » en recherchant la sainteté.   
En raison de ses origines bibliques, cette doctrine est partagée par la plupart des chrétiens,, mais l'expression « enfants de Dieu » serait principalement utilisée par les catholiques.
La filiation divine s'appuie sur d'autres doctrines chrétiennes, en particulier celle de la Sainte Trinité, Dieu le Fils est l'Incarnation du Verbe, la Parole éternelle apportée par Dieu le Père. La doctrine de l'Incarnation enseigne qu'à l'origine de notre temps calendaire, en l'an 0, Dieu le Fils a assumé une nature humaine en tant que Jésus de Nazareth.: « Le Verbe s'est fait chair, il a habité parmi nous» (Jn 1,14) 
La filiation divine est la pièce maîtresse de l'Évangile: c'est la Bonne Nouvelle, la raison pour laquelle l'humanité a été sauvée. Et c'est ainsi l'enjeu essentiel du baptême.

## Définition
L'Évangile de saint Jean invite à prendre connaissance du témoignage apporté par Jésus : « à tous ceux qui l'ont reçu, qui ont cru en son nom, il a donné le pouvoir de devenir enfants de Dieu » (Jn 1,11-13).
Saint Paul a encore investi davantage ce mystère dans sa Lettre aux Romains : « Car tous ceux qui sont conduits par l'Esprit de Dieu sont enfants de Dieu. Parce que vous n'avez pas reçu un esprit qui fait de vous des esclaves pour retomber dans la peur, mais vous avez reçu l'Esprit qui fait de vous des enfants de Dieu, et c'est pourquoi nous crions vers Dieu : Abba ! Père !. L'Esprit Saint, de lui-même, nous livre ce témoignage que nous sommes enfants de Dieu. Et si nous sommes enfants de Dieu, alors nous sommes les héritiers des biens promis à son peuple par Dieu le Père, et ces biens,  à partager, nous les recevons du Christ, pourvu que nous participions à ses souffrances avec Lui afin que nous soyons aussi glorifiés par Lui » (Rm 8,14-17). 
Le thème est développé par les premiers apologistes et théologiens chrétiens.

## Catholicisme
Le tout premier point du Catéchisme de l'Église catholique déclare que le « plan de pure bonté » de Dieu est orienté vers la filiation divine de l'Homme : « En son Fils et à travers lui, il invite les hommes à devenir par le Saint-Esprit ses enfants adoptifs et donc les héritiers de sa vie bénie » (CEC 1).
La filiation divine implique la vocation première du chrétien à rechercher la sainteté et s'unir à Jésus pour devenir un authentique saint : « Car le Fils de Dieu s'est fait homme pour que nous puissions devenir Dieu ». « Alors que sa divine puissance nous a donné tout ce qui contribue à la vie et à la piété, au moyen de la connaissance de celui qui nous a appelés par sa propre gloire et par sa vertu, ces dernières nous assurent de sa part les plus grandes et les plus précieuses promesses, afin que par elles vous deveniez participants de la nature divine, en fuyant la corruption qui existe dans le monde par la convoitise ». En s'appliquant à « affermir sa vocation » par ses efforts « pour joindre à votre foi la vertu, à la vertu la science, à la science la tempérance, à la tempérance la patience, à la patience la piété, à la piété l'amour fraternel, à l'amour fraternel la charité », chacun est alors appelé à se voir pleinement accorder « l'entrée dans le Royaume éternel de notre Seigneur et Sauveur Jésus-Christ » (2 P 1,4). « Par le baptême, il nous incorpore dans le Corps de son Christ ; par l'onction de son Esprit qui coule de la tête aux membres, il fait de nous d'autres Christs ».

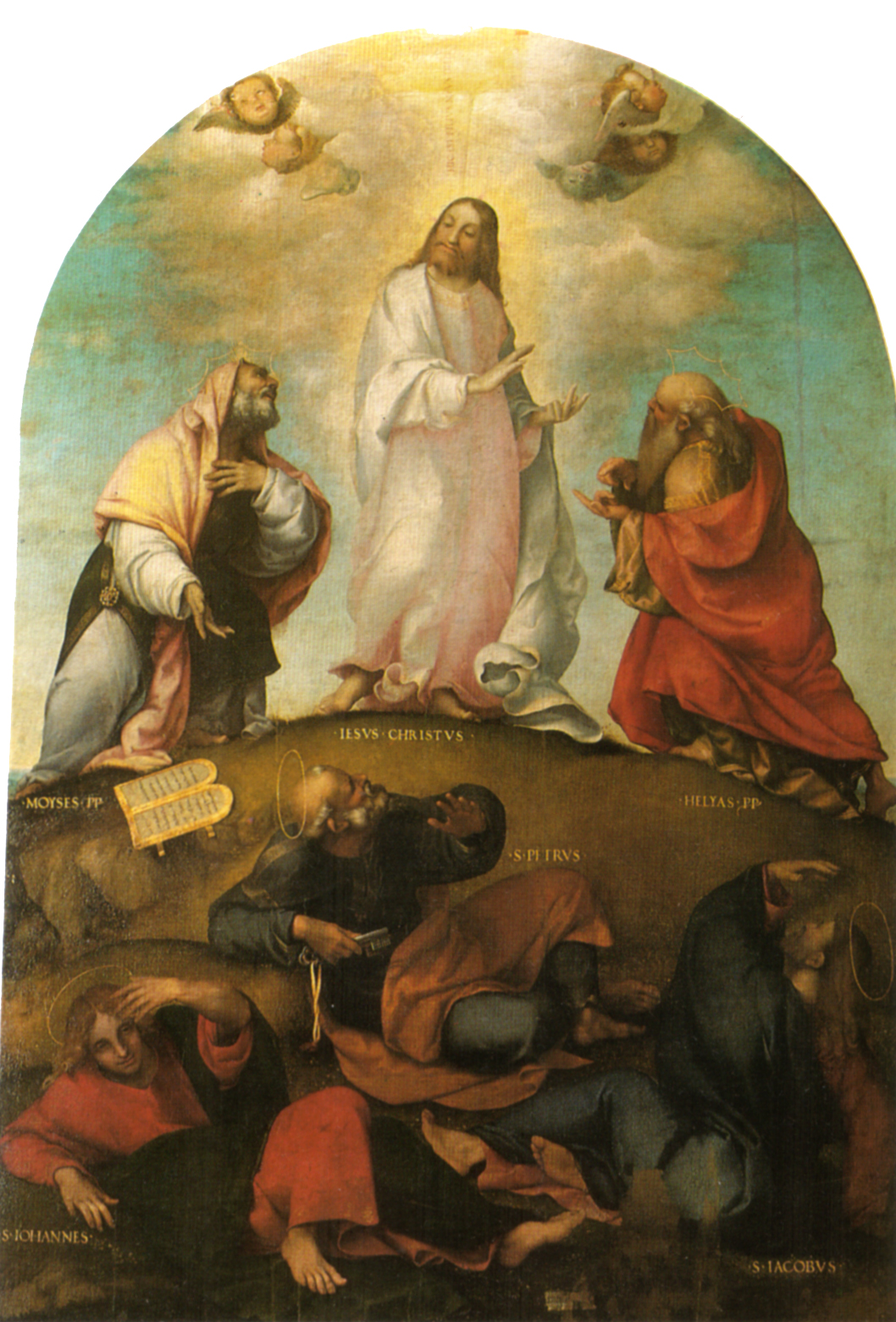
Paroles prononcées par Dieu le Père lors de la Transfiguration du Christ : Hic est Filius meus dilectus (Voici mon Fils bien-aimé).

Benoît XVI a expliqué que « les Pères de l'Église enseignent que lorsque Dieu créa l'homme à son image, il regarda vers le Christ qui était à venir, et créa l'Homme, en accord avec l'image du nouvel Adam : l'Homme qui est la référence ultime de l'humain. Jésus est le Fils au sens strict - il est d'une seule substance avec le Père. Il veut attirer chacun d'entre nous dans son humanité et ainsi, à travers cette Filiation, dans son appartenance totale à Dieu ».
Les Pères de l'Église décrivent l'œuvre de salut de Jésus comme une réhabilitation de la dignité originelle de l'humanité : l'homme fait à l'image du Christ, en tant qu'enfant de Dieu.
« La filiation divine, disait Jean-Paul II, constitue l'essence de l'Évangile ». C'est le but proprement dit de la rédemption du Christ offerte aux Hommes par son sacrifice sur la Croix. Par le baptême, selon la doctrine catholique, l'état fondamental de chaque chrétien est donc bien de vivre en tant qu'enfant de Dieu.  
Selon Jean-Paul II, la filiation divine est « le mystère le plus profond de la vocation chrétienne» et «est le point culminant du mystère de notre vie chrétienne... le salut nous a été offert à tous, et ce n'est pas seulement la délivrance du mal, c'est d'abord le Bien dans toute sa plénitude, à savoir le don suprême de cette relation filiale de l'Homme à Dieu ».
Toujours d'après Jean-Paul II, dans Redemptor Hominis, sa première encyclique, à la racine la plus profonde de la rédemption du monde se trouve la plénitude de la justice dans le Cœur de Jésus-Christ « afin qu'elle devienne justice dans les cœurs de nombreux êtres humains, prédestinés depuis l'éternité dans le Fils Premier-né à être enfants de Dieu et appelés à la Grâce, appelés à aimer ». Il soutient que les chrétiens sont censés « être toujours en conscience de la dignité de l'adoption divine », afin de donner un sens à ce qu'ils font.
« Quelle est la Bonne Nouvelle pour l'humanité ? » est une question du Compendium du Catéchisme de l'Église catholique. La réponse à cette question commence par Jésus-Christ et se termine par Galates 4,45 : « Dieu a envoyé son Fils, né d'une femme, né sous la loi, pour racheter ceux qui étaient sous la loi, afin que nous puissions être adoptés comme fils ». La filiation divine est « le mystère le plus profond de la vocation chrétienne : dans le plan divin, nous sommes en effet appelés à devenir fils et filles de Dieu, en Jésus, par le Saint-Esprit ».
La doctrine catholique précise : « par sa mort, le Christ nous libère du péché ; par sa Résurrection, il nous ouvre la voie à une vie nouvelle (justification) qui permet l'adoption par le fils, pour que chaque homme devienne le frère du Christ » (CEC 654).

## Source
- (en) Cet article est partiellement ou en totalité issu de l’article de Wikipédia en anglais intitulé « Divine filiation » (voir la liste des auteurs).